# GT-R Magazine
GT-R Magazine（ジーティーアールマガジン）とは、交通タイムス社が偶数月1日に発行する日産自動車のスカイラインGT-R、またはGT-R(R35型)の情報誌である。1994年創刊。2019年に創刊25周年を迎えた。
1車種における専門誌としての経験やノウハウを活かし、2010年6月号現在では主に編集部所有のGT-Rのメンテナンスやチューニング、日産車の新型車種紹介などを掲載している。
また、写真が比較的多く、ビジュアル的な面においても重要視されている。

## 主なコーナー
- あなたのR見せてください
- BNR32、BCNR33、BNR34、R35運行日誌

## 主な執筆者陣

### 現在の編集者
- 野田航也（編集長）
- 松本奈巳

### 現在の主な寄稿者
- 御堀直嗣
- 木下隆之
- 桂伸一
- 荒聖治
- 島下泰久